# Antoine Chintreuil
Antoine Chintreuil né le 15 mai 1814 à Pont-de-Vaux (Ain) et mort le 8 août 1873 à Septeuil (anciennement Seine-et-Oise) est un peintre français.

## Biographie

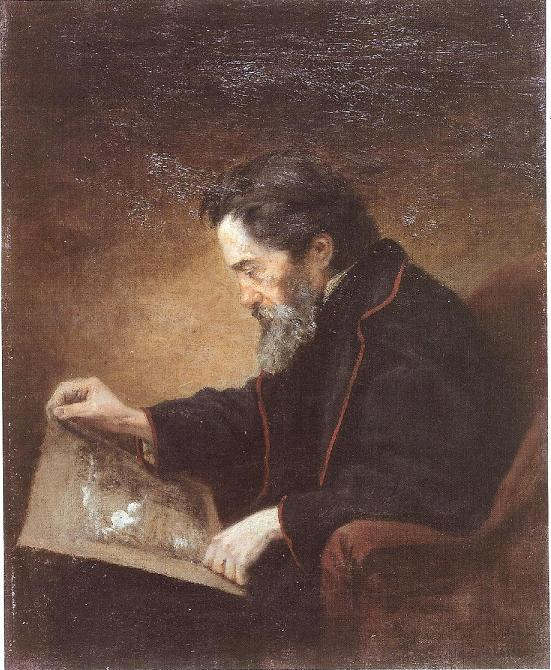
Jean-Alfred Desbrosses, Portrait d'Antoine Chintreuil, Pont-de-Vaux, musée Chintreuil.

### La jeunesse
Après les invasions étrangères de 1814, le père d’Antoine, Georges Chintreuil, chapelier-mercier, ne peut rétablir sa fortune. Son épouse, Suzanne Claret, ouvre alors une petite école de jeunes filles à Pont-de-Vaux et donne à son fils sa première éducation avant de l’inscrire au collège de Pont-de-Vaux. Chintreuil reçoit des leçons de dessin d’un vieil ami de la famille. À la mort de sa mère, en 1832, il reste au collège en qualité de maître de dessin. Il passe ensuite un temps au collège de Mâcon comme maître d’études puis revient à Pont-de-Vaux pour se consacrer au dessin et à la peinture.

### Les débuts à Paris
Vers 1836, grâce au modeste héritage de sa grand-mère, il tente sa chance à Paris où il trouve une place de commis libraire. Il fait la connaissance des frères Joseph Desbrosses (qui se destine à la sculpture), et Léopold Desbrosses (peintre et graveur). Au bout de quelque temps, ces trois artistes deviennent inséparables. Mais Chintreuil perd sa place. Sans ressources, il se consacre uniquement à son art et connaît une période d'extrême misère et de privations. En 1846, la mort de Joseph-Gabriel Desbrosses est pour lui une épreuve terrible. Mais il s’accroche à son idéal de peintre et profite des conseils de Camille Corot, bien que ne travaillant pas dans son atelier. Il expose son tableau Paysage de la Butte Montmartre au Salon de 1847. Ses œuvres commencent alors à intéresser les amateurs. En 1849, le troisième des frères Desbrosses, Jean-Alfred Desbrosses vient s’installer chez lui et devient son élève. Chintreuil peint environ 33 tableaux au cours de cette période.

### La période d'Igny
À la recherche de paysages, Chintreuil fait, à chaque belle saison à partir de 1850 et pendant sept ans, des séjours à Igny, dans la vallée de la Bièvre. Il y produira environ 138 tableaux. Mais, à force de s’exposer à la rosée de l’aube et à la fraîcheur du soir, Chintreuil tombe gravement malade. Son élève va redoubler d’attention pour le conduire à la guérison, mais le peintre ne s’en remettra jamais complètement.

### La convalescence à Boves
En 1856, il achève sa convalescence à Boves, en Picardie, où il peint une quinzaine de tableaux.

### La période de Septeuil
À partir de 1857, Chintreuil et son disciple, tout en conservant l’atelier dans la mansarde au sixième étage du 18, rue de Seine à Paris,, décident de passer la belle saison à Septeuil, au hameau de La Tournelle, sur un plateau dominant la vallée de la Vaucouleurs. Une représentation du château de Septeuil immortalise la proximité des lieux. Le peintre poursuit son objectif, à savoir peindre la nature sans artifice, dans sa simple beauté. En 1861, il obtient une médaille d’argent à l’Exposition de Genève. Les trois tableaux qu’il présente au Salon de 1863 sont refusés. Grâce à l'appui de Napoléon III, qui est sensible au sort des recalés du Salon, il cofonde alors, avec quelques autres artistes, le Salon des Refusés.
Entre 1866 et 1868, il séjourne dans la propriété de Maurice Richard au château de Millemont. Il peint la « Vallée près de Millemont » ou « Prés sur la lisière du parc de Millemont » représentant une vue depuis la terrasse du parc.
En 1867, il reçoit une médaille à l’Exposition universelle. Ses œuvres, L’Ondée en 1868 et  L’Espace en 1869, remportent un grand succès. Son catalogue mentionne 250 tableaux durant cette période. Chintreuil est également un peintre de marines : lors de ses séjours à Boulogne-sur-Mer, Fécamp et Dieppe, il réalise 26 tableaux.

Lors de son séjour à Boulogne-sur-Mer, il fréquente également les environs (Équihen et le Cap Gris-Nez). Au contraire des grands formats qu'il emploie précédemment, Chrintreuil utilise des moyens formats sur la Côte-d'Opale. Seules deux peintures sortent du lot par leur taille (La Chute du jour, vue prise aux environs d'Hazebrouck (60 x 100 cm) ; Pluie et soleil. Souvenir des plaines de l'Artois, 1873, 105 x 215 cm. Paris, musée d'Orsay). Ce sont d'ailleurs celles qui ont été exposées aux salons.

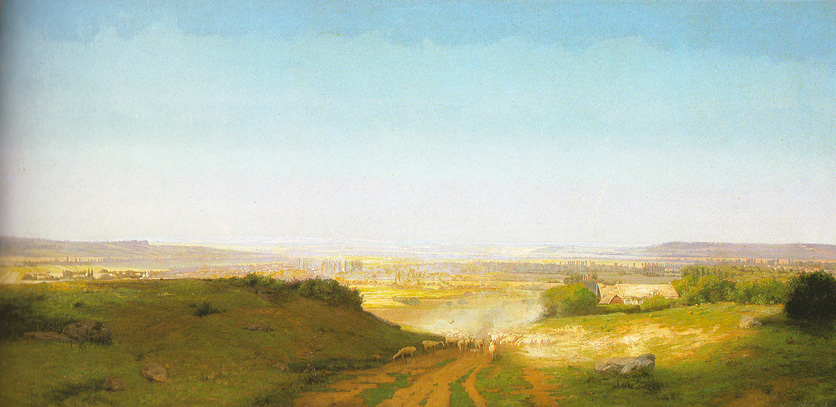
L'Espace (vers 1869), Paris, musée d'Orsay.

En 1870, l'empereur le nomme chevalier de la Légion d’honneur, la médaille lui est remise par l'intermédiaire de son ministre des Beaux-Arts, Maurice Richard. Durant cette période, Périclès Pantazis fait partie de ses élèves. À la demande de la municipalité de Pont-de-Vaux, Jean Desbrosses exécute son portrait. Mais au début de l'année 1873, il retombe gravement malade. Il termine néanmoins son chef-d’œuvre Pluie et soleil. Sa cure aux eaux thermales ne le guérit pas. Il meurt dans sa demeure de Septeuil, et il est enterré dans le cimetière de la commune.

### Postérité
Jean Desbrosses commande une stèle pour son tombeau et obtient au printemps 1874 qu’une exposition lui soit consacrée à l’École des beaux-arts de Paris. Il publie un album intitulé La Vie et l’œuvre de Chintreuil chez Cadart. L’année suivante, il organise une vente des œuvres de l'artiste qui connaît un grand succès. Pluie et Soleil est le premier tableau de Chintreuil à entrer au musée du Louvre en 1884. Mort en 1906, Jean Desbrosses est inhumé, ainsi que son épouse, dans le même tombeau que Chintreuil.
Chintreuil est considéré comme un des précurseurs du mouvement impressionniste.
Le musée Chintreuil conserve de nombreuses œuvres de l'artiste dans sa ville natale de Pont-de-Vaux.

## Œuvres dans les collections publiques
Allemagne
- Francfort-sur-le-Main, Städel Museum : L'Ondée, 1868, huile sur toile, 96 × 133,5 cm[12].

États-Unis
- Cleveland (Ohio), Cleveland Museum of Art : 
  - Une marnière[13] ;
  - Usine, huile sur toile, 19,9 × 54,3 cm[14].
- New York, Metropolitan Museum of Art : Vaste perspective de paysage, aquarelle, 15,3 × 23,4 cm[15].
- Philadelphie, musée des Beaux-Arts : 
  - Chemin de village et deux personnages, huile sur toile, 27,3 × 40,5 cm[16] ;
  - Route du village, huile sur toile, 47,9 × 36,8 cm[17].

France
- Angers, musée des Beaux-Arts : Le Soir, 1855.
- Arras, musée des Beaux-Arts : Chemin dans les bois, 1865.
- Autun, musée Rolin : Sous-bois, huile sur toile, 65,3 × 50,5[18].
- Beauvais, MUDO - Musée de l'Oise : La Lande ou La Sablière, effet d'orage, huile sur toile, 50 × 100 cm[19].
- Bourg-en-Bresse, musée de Brou :
  - Une vallée, vers 1852, huile sur toile[20] ;
  - Les Rogations à Igny, 1853, huile sur toile[21] ;
  - Clairière aux biches, 1856, huile sur toile[22] ;
  - Bois de la Féérie aux Grédeux, 1867, huile sur toile[23] ;
  - La Mer au soleil couchant : Fécamp, ou Falaises à Étretat, huile sur toile[24] ;
  - La Fenaison, huile sur toile[25] ;
  - Le Bouleau blanc, huile sur toile[26] ;
  - Le Val aux merles, ou Le Val aux herbes, huile sur toile[27] ;
  - Paysage (sous-bois), huile sur toile[28].
- Dijon, musée des Beaux-Arts : L'Artiste au bord de la rivière, huile sur toile.
- Le Havre, musée d'Art moderne André-Malraux : Campagne au printemps ou Verger à Carlepont, huile sur bois, 25,7 × 40 cm[29].
- Lille, palais des Beaux-Arts :
  - Les Vapeurs du soir, paysage, 1865, huile sur toile[30] ;
  - Paysage, huile sur toile[31].
- Niort, musée Bernard d'Agesci : Clair de lune, 1848, huile sur toile[32].
- Orléans, musée des Beaux-Arts : 
  - Une vallée. Effet de matin, vers 1850-1860 (?), huile sur papier marouflé sur toile, 32,4 x 48,7 cm[33].
- Paris, musée d'Orsay :
  - L'Espace, vers 1869, huile sur toile[34] ;
  - Pommiers et genêts en fleurs, huile sur toile[35] ;
  - Pluie et soleil, 1873, huile sur toile[36] ;
  - La Prairie à Igny, ou Vaches au pré à Igny, huile sur toile[37] ;
  - Paysage du soir. Le pommier au croissant, huile sur toile[38] ;
  - La Passerelle dans les prés à Igny, huile sur toile[39] ;
  - La Côte, huile sur toile[40] ;
  - Sentier au bord d'un vallon ombreux, huile sur toile[41].
- Pont-de-Vaux, musée Chintreuil : fonds d'œuvres d'Antoine Chintreuil.
- Reims, musée des Beaux-Arts : Pommiers en fleurs, huile sur toile, 32,3 × 39,4 cm[42].
- Rennes, musée des Beaux-Arts : Cote de Montchauvet, huile sur toile, 100 × 81 cm[43].
- Rouen, musée des Beaux-Arts : Chemin sous des pommiers, huile sur toile[44].

Œuvres d'Antoine Chintreuil
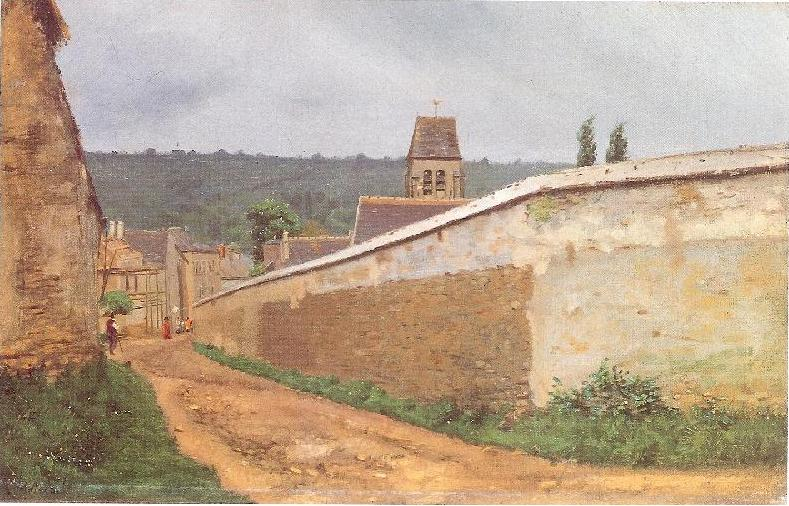
Les Rogations à Igny (1853), Bourg-en-Bresse, musée de Brou.
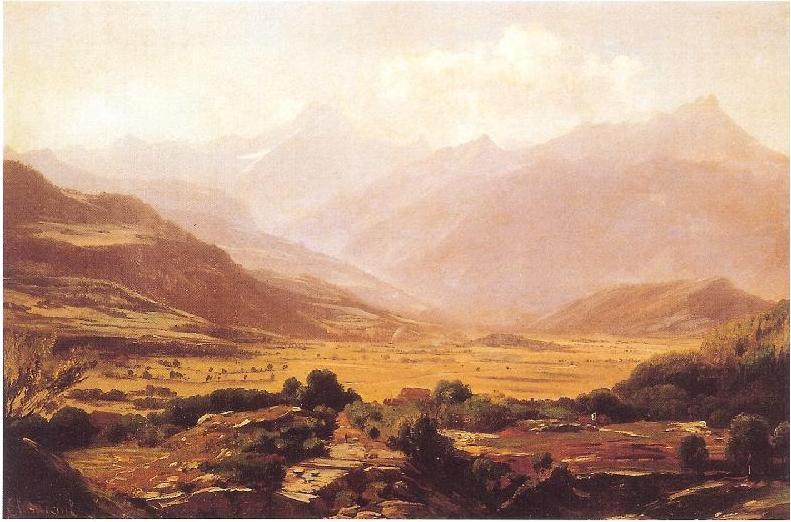
Une vallée - Effet de matin (1854), musée des Beaux-Arts d'Orléans.
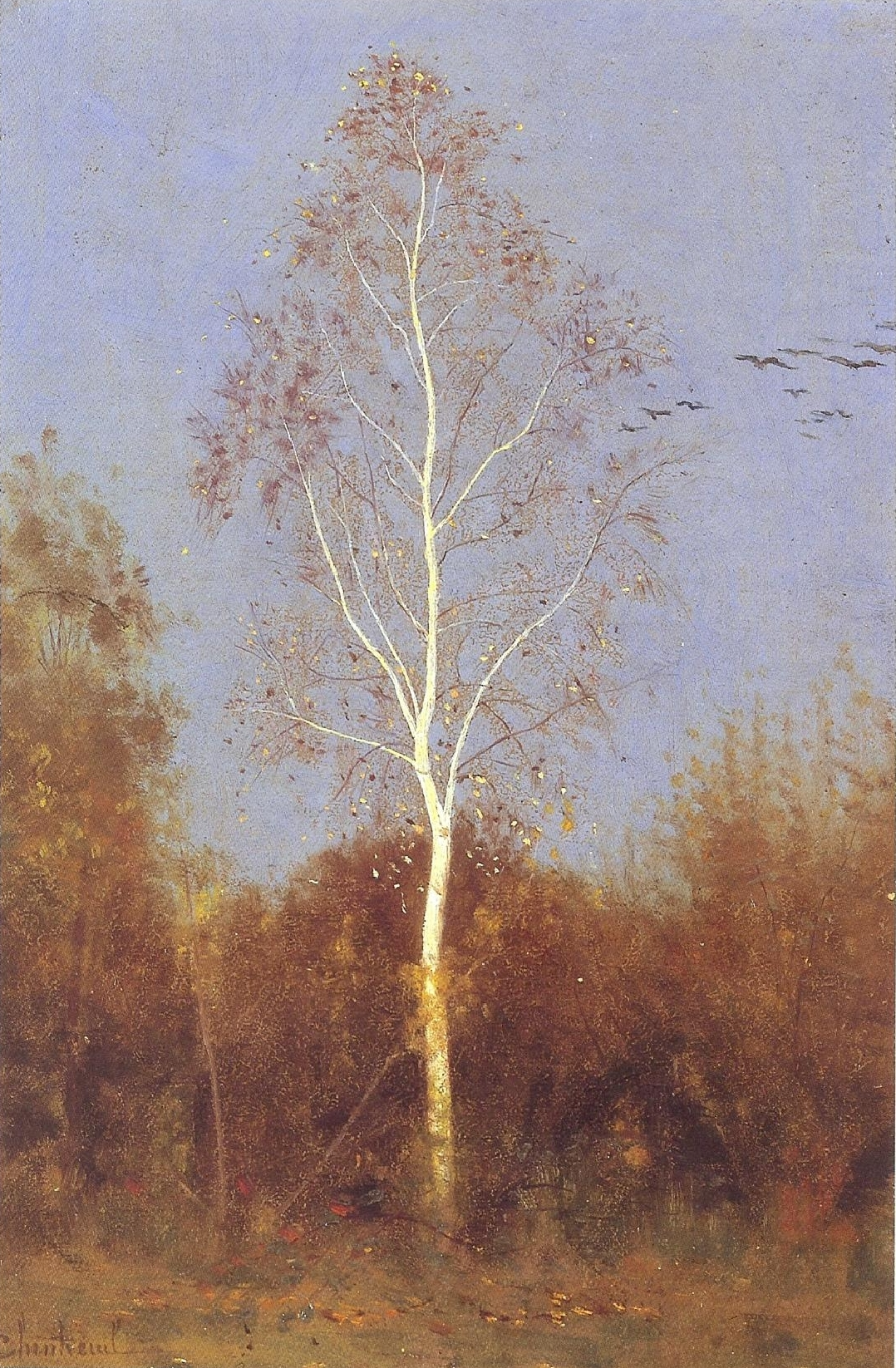
Le Bouleau blanc, Bourg-en-Bresse, musée de Brou.
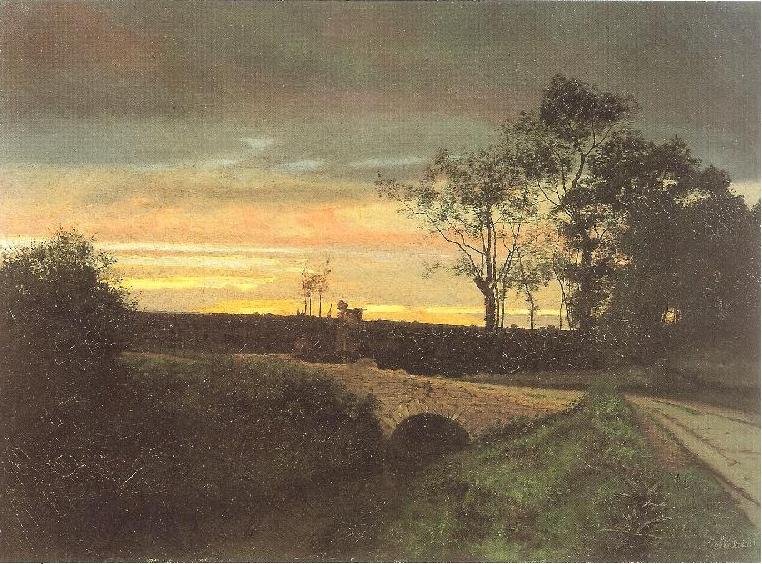
Le Soir (1855), musée des Beaux-Arts d'Angers.
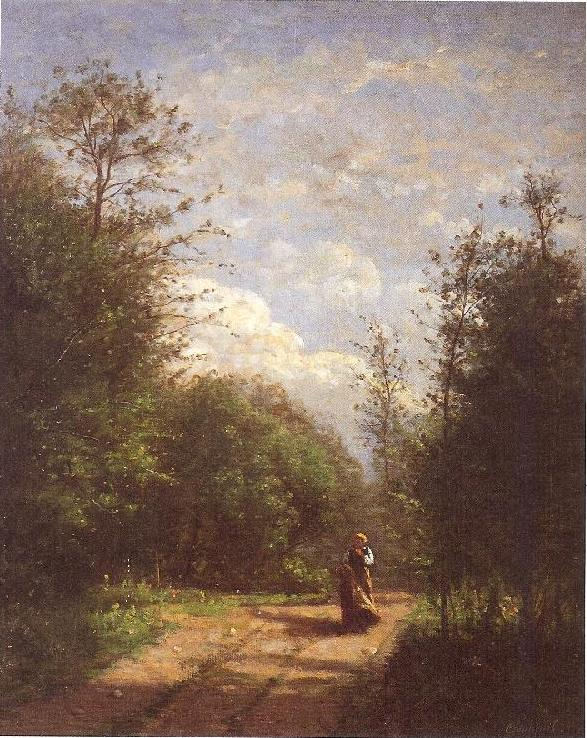
Chemin dans les bois (1865), musée des Beaux-Arts d'Arras.
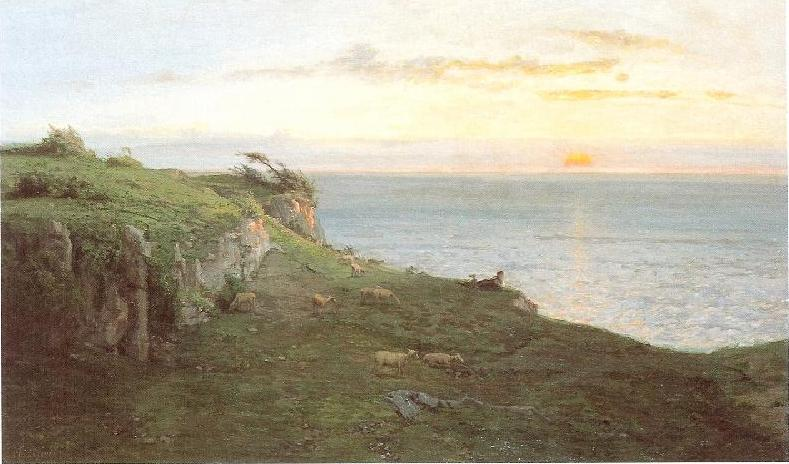
La Mer au soleil couchant : Fécamp, Bourg-en-Bresse, musée de Brou.
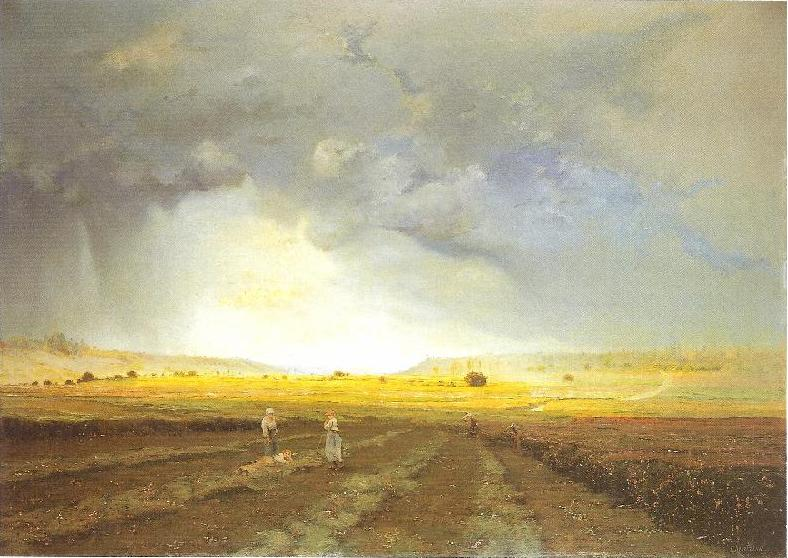
L'Ondée (1868), Francfort-sur-le-Main, Städel Museum.
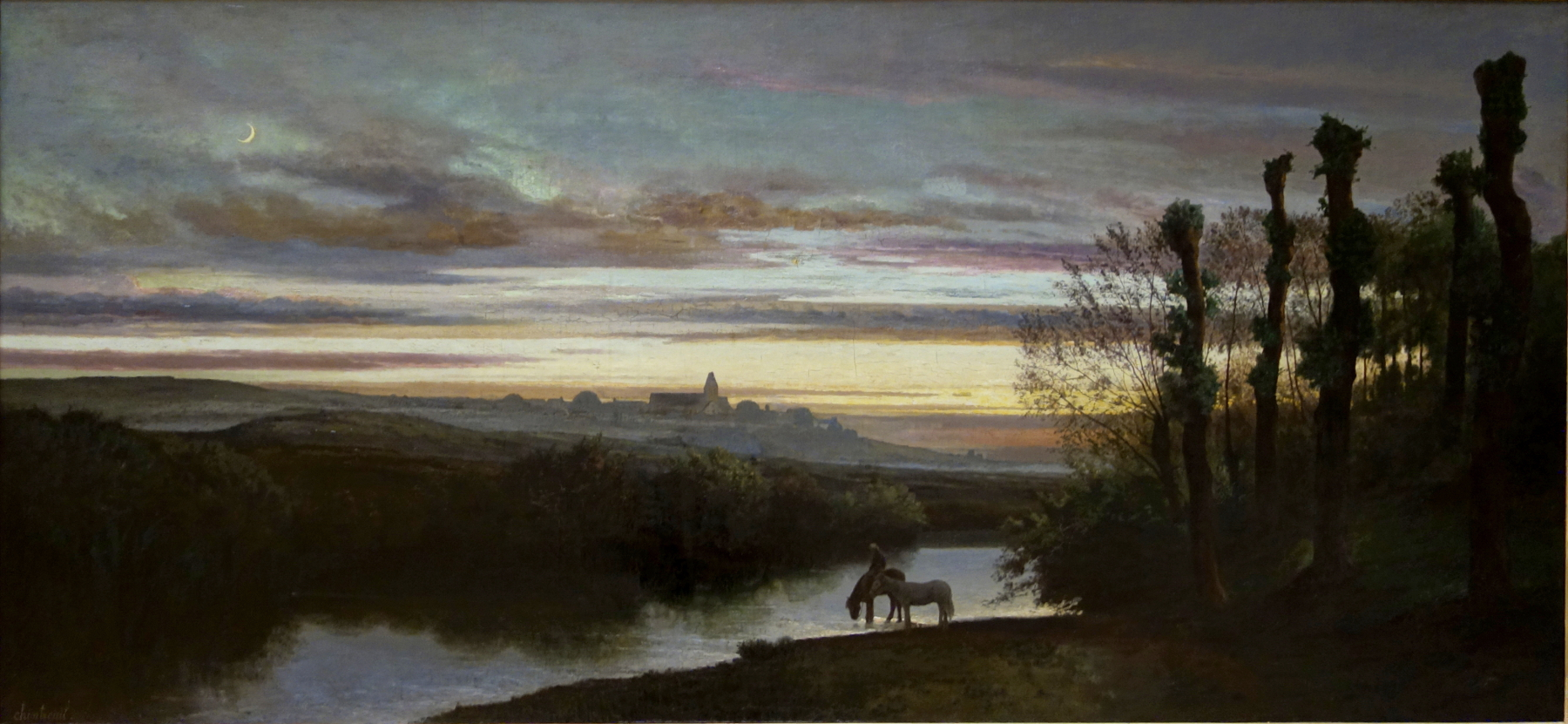
Les Vapeurs du soir, paysage (vers 1870), palais des Beaux-Arts de Lille
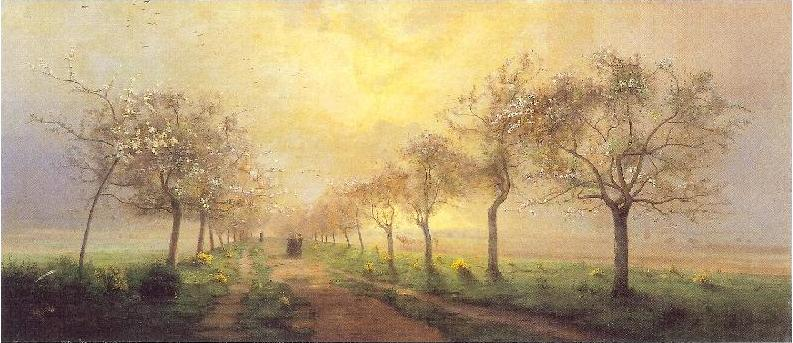
Pommiers et genêts en fleurs, Paris, musée d'Orsay.

## Expositions
- Du 20 juin au 8 octobre 1973, musée municipal de Bourg-en-Bresse, « Antoine Chintreuil ».
- Juin-juillet 1977, château de Montbéliard, « Le Paysage français au XIXe siècle ».
- Du 19 juin au 21 septembre 2002, musée Chintreuil, Pont-de-Vaux, « Chintreuil intime : dessins, eaux-fortes, mécènes et amis ».
- Du 21 juin au 21 septembre 2002, musée de Brou, Bourg-en-Bresse, « Brume et rosées : paysages d'Antoine Chintreuil (1814-1873) ».
- Du 30 mars au 2 juillet 2017, musée d'Art et d'Histoire de Meudon, « Antoine Chintreuil, rêveries d'un paysagiste solitaire ». Première exposition monographique présentée en région parisienne (catalogue).

## Hommages
- Collège Antoine-Chintreuil à Pont-de-Vaux[45].
- Une voie d'Igny (Essonne) porte le nom de villa Antoine-Chintreuil[46].